# Saint-Victor-sur-Loire
Pour les articles homonymes, voir Saint-Victor.
Saint-Victor-sur-Loire est un quartier de la commune de Saint-Étienne (France) mais dont elle est séparée géographiquement par les communes de Roche-la-Molière et Saint-Genest-Lerpt. Il s'agit d'un village d'origine médiévale, qui se situe sur un piton rocheux que vient encercler la Loire dans un de ses méandres. Il domine le lac de Grangent, sur les rives duquel a été fondé un petit port de plaisance, et est entouré par des monts verdoyants. Quelques sentiers permettent de se promener sur le bord de la Loire. La commune fait partie de la Réserve naturelle régionale Saint-Étienne - Gorges de la Loire.
Bien qu'à l'extérieur de Saint-Étienne, Saint-Victor-sur-Loire en fait partie depuis le 18 octobre 1969 (fusion simple). Or, elle était censée être une commune à part entière[pas clair].

## Histoire

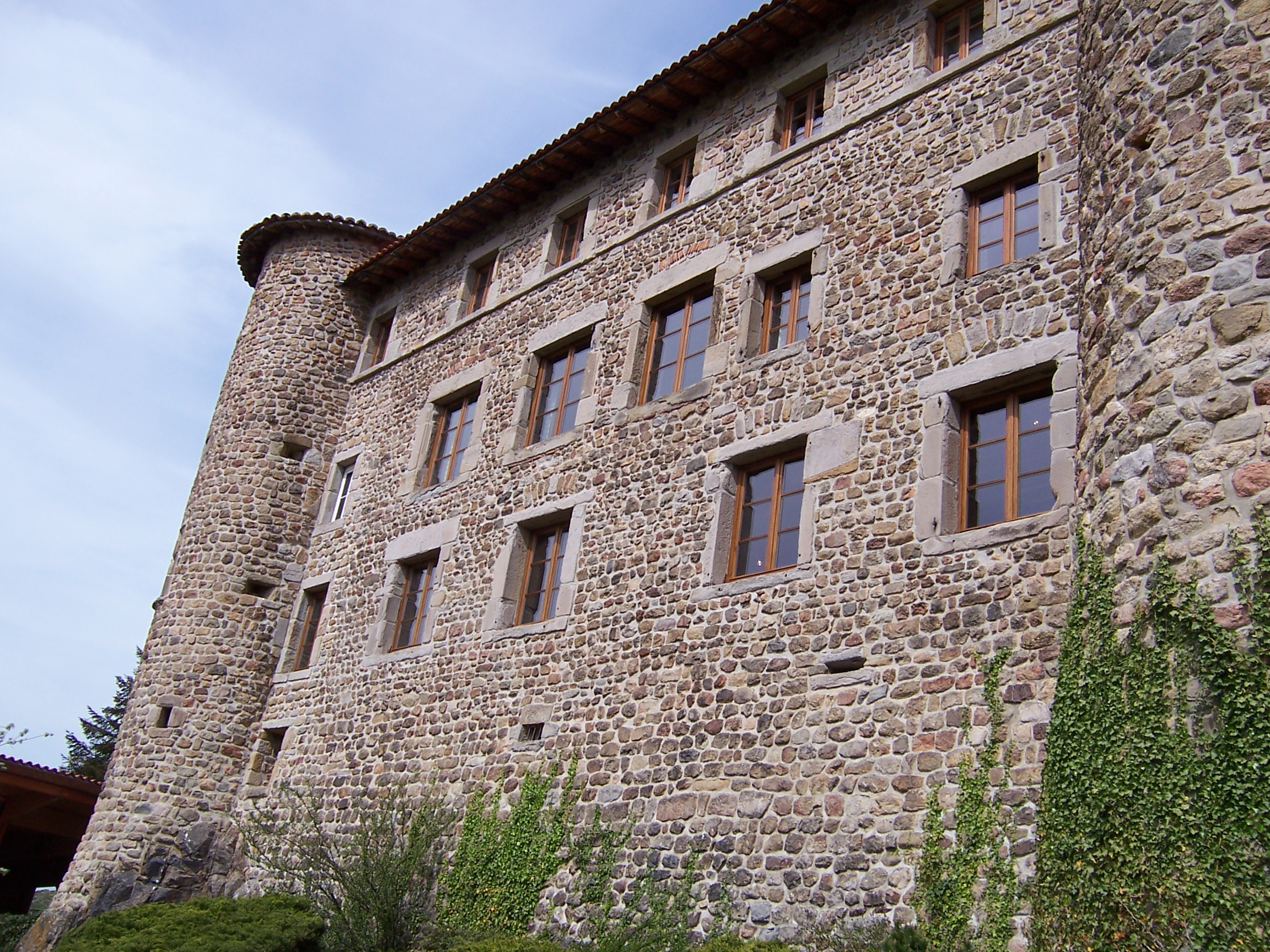
Château du XIIIe siècle

Les pierres à bassin creusées artificielles au hameau de Condamine et les murets de pierre sèche du plateau de la Danse attestent d'une occupation ancienne des lieux.
La première mention écrite du lieu remonte au XIe siècle et concerne l'église romane Saint-Victor, donnée par l'archevêque de Lyon Hugues de Die à l'abbaye de Conques-en-Rouergue vers 1097-1106,.
Le village et la châtellerie de Saint-Victor sont mentionnés, en 1173 dans la permutation  réalisée lors de la séparation des comtés du Lyonnais et du Forez. À la suite de cet acte, Saint-Victor fit partie d'une enclave directement dépendante du chapitre de Lyon, aux confins du Jarez et du Forez et finalement rendue au Forez en 1278.
Pendant la guerre de Cent Ans le village se fortifia autour de son château.
De nos jours, les fortifications n'existent plus mais le château est toujours présent.

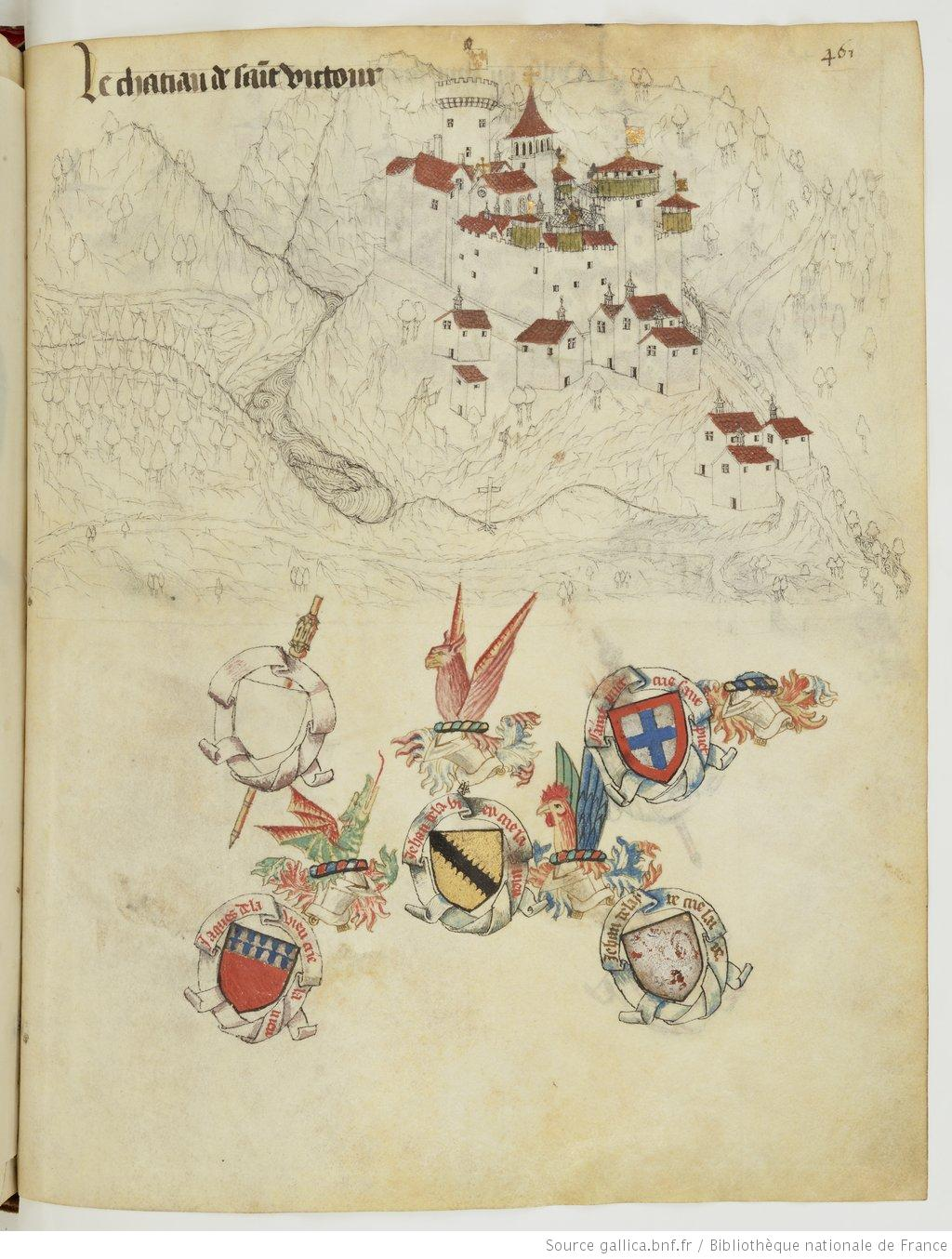
Le château de Saint-Victor dans l'armorial de Guillaume Revel.

## Lieux et monuments
- Ancien presbytère
- Maison des passementiers
- Église Saint-Victor : De style roman à colonnes datant de 1070, fut édifiée sur une chapelle plus ancestrale. À l’intérieur est présent un autel Louis XIII ainsi que les statues de saint Victor, saint Antoine, saint Roch, saint Eustache et la Vierge en bois doré.
- Le chastel de Saint-Victor-sur-Loire : Est un château édifié au XIIIe siècle pour protéger le bourg médiéval qui dominait la vallée de la Loire et du Lizeron.  Aujourd’hui il est constitué d'un bâtiment central entouré de deux tours et de fortifications. À l’intérieur un jardin à la française est présent.
- Roseraie du Berland : est un jardin floral de 2,5 hectares qui abrite des centaines de variétés d’arbres, arbustes et fleurs dont plus de 11 500 rosiers (85 variétés de rosiers).
- Réserve naturelle régionale des Gorges de la Loire : la Maison de la Réserve naturelle régionale des Gorges de la Loire est située à Saint-Victor-sur-Loire (lieu-fit Condamine). Elle présente les richesses naturelles du site et est le point de départ des sentiers d’observation des gorges.
- Le Plateau de la Danse : est un site réputé pour son panorama surplombant les gorges de la Loire.

### La base nautique
Le port de plaisance est l'un des ports en eaux intérieures les plus importants de France, avec plus de 300 bateaux amarrés à l'année. Il est installé sur un plan d'eau de 365 hectares de la retenue d'une longueur de 23 kilomètres de long
Une plage de sable appelée « la plage des Stéphanois » est aménagée pour la baignade et les activités nautiques, elle est surveillée en juillet et août.
Plusieurs activités sont proposées : aviron (sport), canoë, planche à voile, ski nautique.

## Galerie

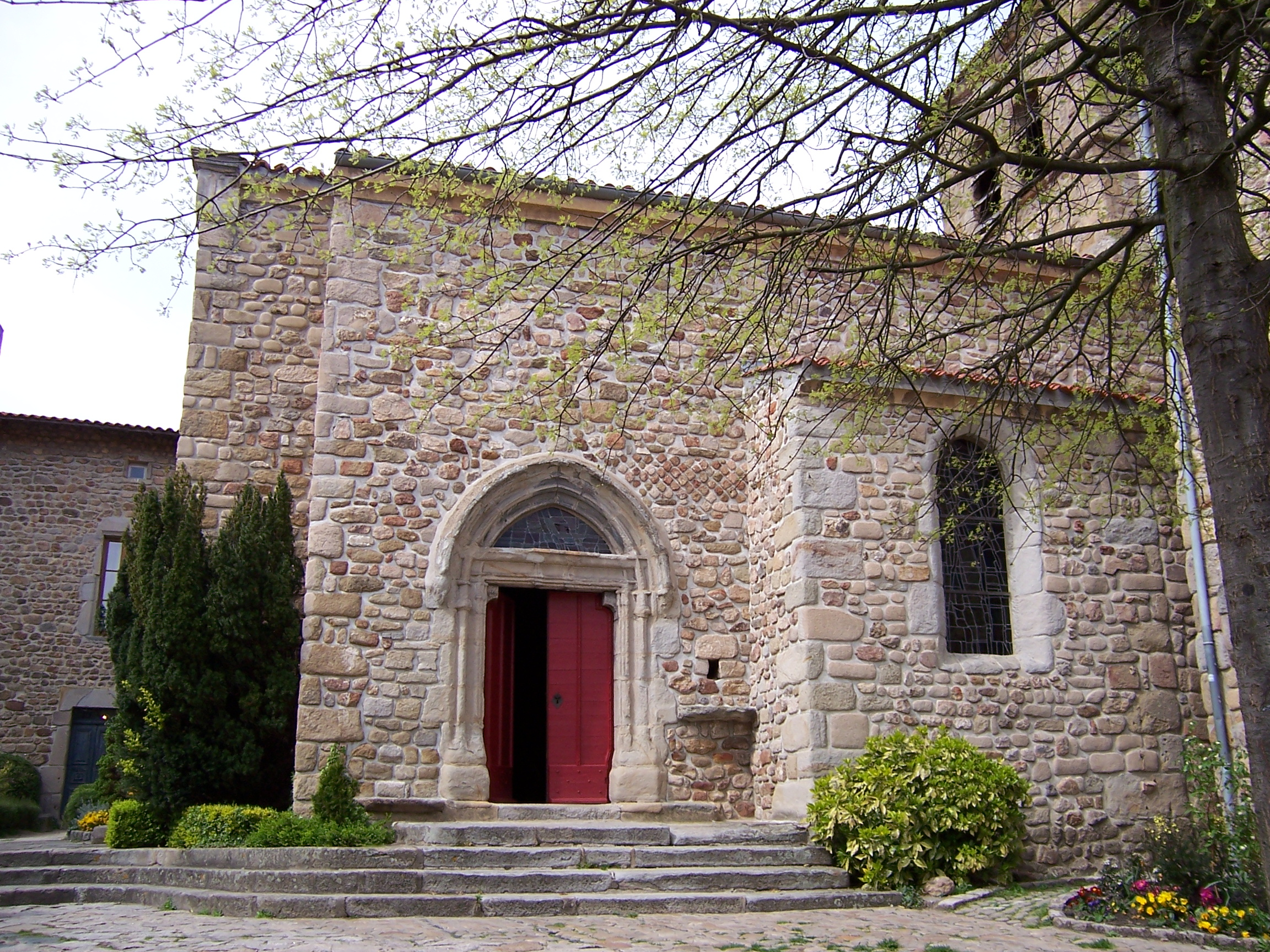
Église Saint-Victor à colonnes du XIe siècle
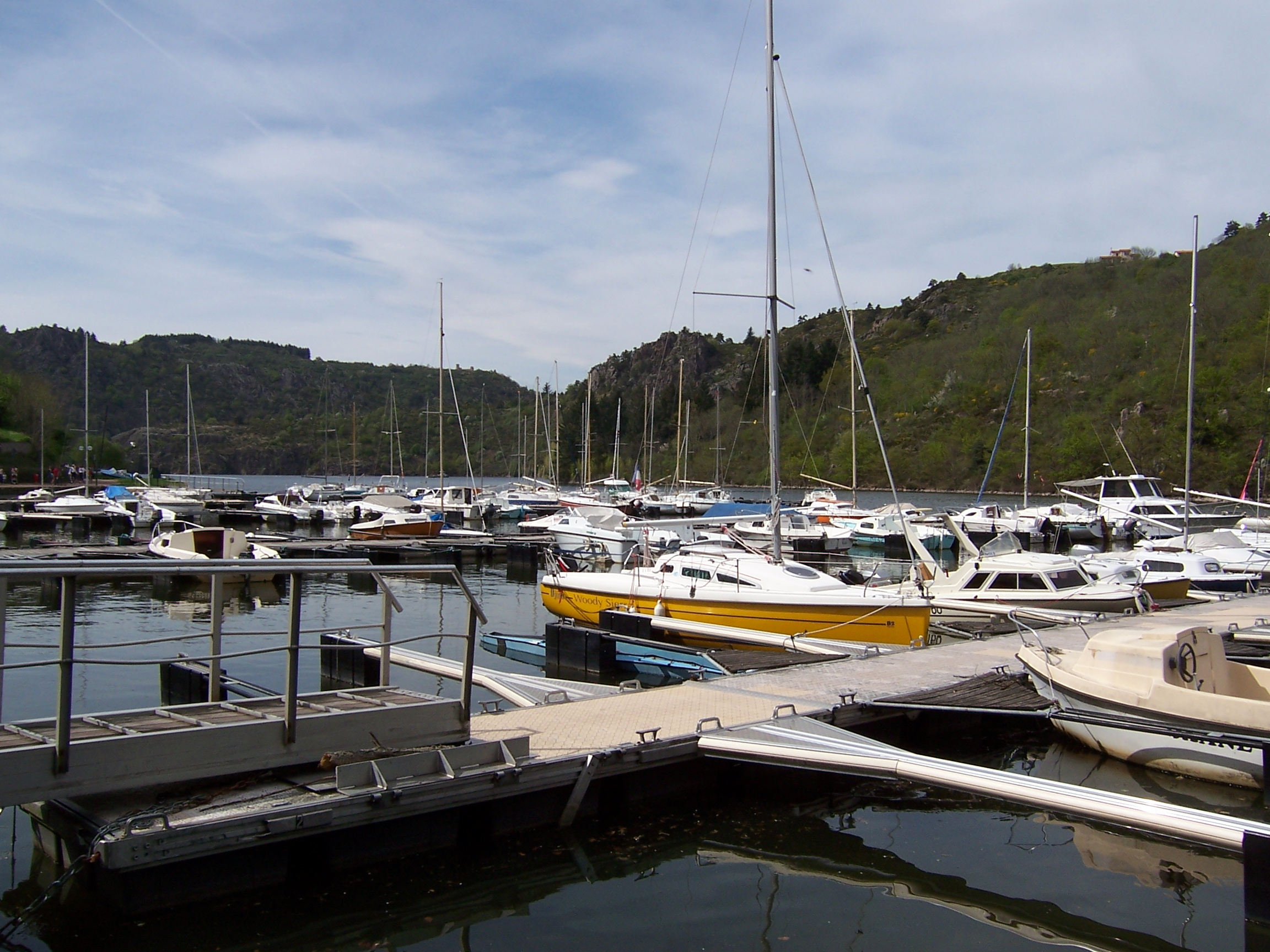
Port de plaisance